# Phasia
Phasia är ett släkte av tvåvingar som ingår i familjen parasitflugor.

## Arter
- Phasia aenea
- Phasia aeneoventris
- Phasia africana
- Phasia agricola
- Phasia alata
- Phasia albifrons
- Phasia albipennis
- Phasia albopunctata
- Phasia aldrichi
- Phasia aldrichii
- Phasia apicalis
- Phasia argenticeps
- Phasia argentifrons
- Phasia arrata
- Phasia atratella
- Phasia aurigera
- Phasia aurulans
- Phasia australiensis
- Phasia barbifrons
- Phasia basalis
- Phasia bifurca
- Phasia brachyptera
- Phasia brasiliensis
- Phasia bucephala
- Phasia campbelli
- Phasia cana
- Phasia capitata
- Phasia caudata
- Phasia chilensis
- Phasia cinerella
- Phasia claripennis
- Phasia clavigralla
- Phasia cylindrata
- Phasia dilula
- Phasia dimidiata
- Phasia distincta
- Phasia diversa
- Phasia dysderci
- Phasia dysiderci
- Phasia ecitonis
- Phasia emdeni
- Phasia faceta
- Phasia femoralis
- Phasia fenestrata
- Phasia ferruginea
- Phasia freyreisii
- Phasia frontata
- Phasia furcata
- Phasia fuscicornis
- Phasia fuscipes
- Phasia girschneri
- Phasia glabrata
- Phasia glauca
- Phasia godfreyi
- Phasia grandis
- Phasia gratella
- Phasia grazynae
- Phasia hebes
- Phasia hemiptera
- Phasia heynei
- Phasia hippobosca
- Phasia indica
- Phasia integra
- Phasia intersecta
- Phasia japanensis
- Phasia jeanneli
- Phasia karcezewskii
- Phasia karczewskii
- Phasia kudoi
- Phasia latifrons
- Phasia latipennis
- Phasia lauta
- Phasia lepidofera
- Phasia limpidipennis
- Phasia lineata
- Phasia luctuosa
- Phasia maculosa
- Phasia malaisei
- Phasia malayana
- Phasia mathisi
- Phasia mendesi
- Phasia mesnili
- Phasia metallica
- Phasia micans
- Phasia minima
- Phasia minuta
- Phasia moerens
- Phasia multisetosa
- Phasia munda
- Phasia nasalis
- Phasia nasuta
- Phasia nigra
- Phasia nigrens
- Phasia nigripalpis
- Phasia nigrofimbriata
- Phasia nigromaculata
- Phasia normalis
- Phasia noskiewiczi
- Phasia nubdipennis
- Phasia obesa
- Phasia occidentis
- Phasia ochromyoides
- Phasia officialis
- Phasia opacina
- Phasia pallipes
- Phasia pandellei
- Phasia piceipes
- Phasia pilosa
- Phasia politana
- Phasia pomeroyi
- Phasia prarensis
- Phasia punctata
- Phasia punctigera
- Phasia purpurascens
- Phasia pusilla
- Phasia robertsonii
- Phasia robusta
- Phasia rohdendorfi
- Phasia rotundata
- Phasia rubida
- Phasia rufiventris
- Phasia rustica
- Phasia secutrix
- Phasia sensua
- Phasia serrata
- Phasia siberica
- Phasia sichuanensis
- Phasia singuliseta
- Phasia subcoleoptrata
- Phasia subnitida
- Phasia subopaca
- Phasia sumatrana
- Phasia takanoi
- Phasia testacea
- Phasia theodori
- Phasia tibialis
- Phasia transita
- Phasia transvaalensis
- Phasia triangulata
- Phasia truncata
- Phasia ushpayacua
- Phasia wangi
- Phasia varicolor
- Phasia venturii
- Phasia vestita
- Phasia villosa
- Phasia violaceiventris
- Phasia violascens
- Phasia woodi
- Phasia xenos
- Phasia yunnanica
- Phasia zimini